# 48e régiment de transmissions
Le 48e Régiment de Transmissions est une unité de l'armée de terre française.

## Création et différentes dénominations
Héritier du 48e Bataillon de Sapeurs Télégraphistes, le 48e Bataillon de Transmissions est créé le 1er avril 1947 et prend garnison à Libourne. Il est dissous le 31 mars 1951. Le 1er juillet 1988, le 4e Bataillon de Transmissions stationné à Bordeaux devient 48e Bataillon de Transmissions et reçoit son drapeau des mains du général Salvan. Il devient 48e Régiment de Transmissions le 1er juillet 1995 et s'implante sur la garnison d'Agen en lieu et place de l'Ecole des sous-officiers d'active des transmissions (ESOAT), dissoute.

## Liste des chefs de corps
1998-2000 : colonel Patrick Chenu
2000-2002 : colonel Philippe Pontiès
2002-2004 : colonel Denis Brunel
2004-2006 : colonel Hervé Henry
2006-2008 : colonel Yves Lepoix
2008-2010 : colonel Philippe Iacono
2010-2012 : colonel Jérôme Bordellès
2012-2014 : colonel Jean-René Couanau
2014-2016 : colonel Stéphane Allouche
2016-2019 : colonel Patrice Chabot
2019-2021 : Colonel Richard Claus
2021-2023: Colonel Thomas Cassan
2023- … : Colonel Karim Benamer

## Drapeau
Du fait de la jeunesse du régiment le drapeau ne porte aucune inscription.:

## Devise
"RELIGARE ET UNIRE SIC"
créée en 2000 voulant dire :
Relier et ainsi unir 

## Insigne
Carré rouge à un T bleu broché d’un flambeau et du Léopard d'Aquitaine.

## Source et bibliographie

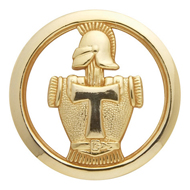
Insigne de béret des transmissions